# فرودگاه هرادسانی
فرودگاه هرادسانی (به انگلیسی: Hradčany Airport) (به زبان بومی: Letiště Hradčany) یک فرودگاه نظامی است که یک باند فرود بتن دارد و طول باند آن ۲۸۰۰ متر است. این فرودگاه در کشور جمهوری چک قرار دارد و در ارتفاع ۲۷۸ متری از سطح دریا واقع شده‌است.